# Gran Pertus
Il Gran Pertus o Pertus (piemontese per grande buco e buco) è una galleria artificiale lunga 433 metri scavata sulla montagna di Exilles, in val di Susa.

## Storia
Il canale fu scavato tra il 1526 e il 1533 dal minatore Colombano Romean, nativo di Chiomonte e che aveva appreso la tecnica di scavo in Francia.
Il Pertus fora la montagna tra i 2 020 e i 2 050 metri s.l.m. e fu costruito per convogliare in Val di Susa le acque della vicina Val Clarea. È tuttora funzionante ed utilizzato per l'irrigazione dei campi e dei prati delle borgate del Cels e della Ramats. Tra agosto ed ottobre, nei mesi di minore portata, il canale è traversabile a piedi con l'ausilio di torce, attrezzatura e vestiario adeguati.
Colombano Romean, per scavare nella giusta direzione, creava delle mensole su cui poggiava delle candele in fila, per vedere se lo scavo procedeva nella direzione voluta. Oltre al vitto giornaliero per sostentarlo durante l'opera (in particolare vino e segale), gli attrezzi di scavo (scalpelli di vari tipi e un mantice per dare aria al cunicolo) e una certa quantità di carbone, Colombano ottenne alla fine dell'opera 1 600 fiorini. Secondo una leggenda il suo cane lo riforniva giornalmente di cibo fresco andando e venendo dal paese, che si trova ad ore di cammino dal cantiere di scavo.